# 울리히 마테스
울리히 마테스(독일어: Ulrich Matthes, 1959년 5월 9일 ~ )는 독일의 배우이다.

## 출연 작품
- 히든 라이프 (2019)
- 크레이그 (2017)
- 더 퍼페티어스 (2017)
- 오픈 더 월 (2014)
- 커다란 노트 (2013)
- 어 리틀 수어싸이드 (2012)
- 고요한 바다 (2011)
- 노벰버 차일드 (2008)
- 9번째 날 (2004)
- 다운폴 (2004)
- 겨울잠 자는 사람들 (1997)
- 니콜라이 교회 (1995)
- 더 빌 (1984)